# Inga suborbicularis
Inga suborbicularis är en ärtväxtart som beskrevs av Terence Dale Pennington. Inga suborbicularis ingår i släktet Inga och familjen ärtväxter. IUCN kategoriserar arten globalt som sårbar. Inga underarter finns listade i Catalogue of Life.

## Bildgalleri

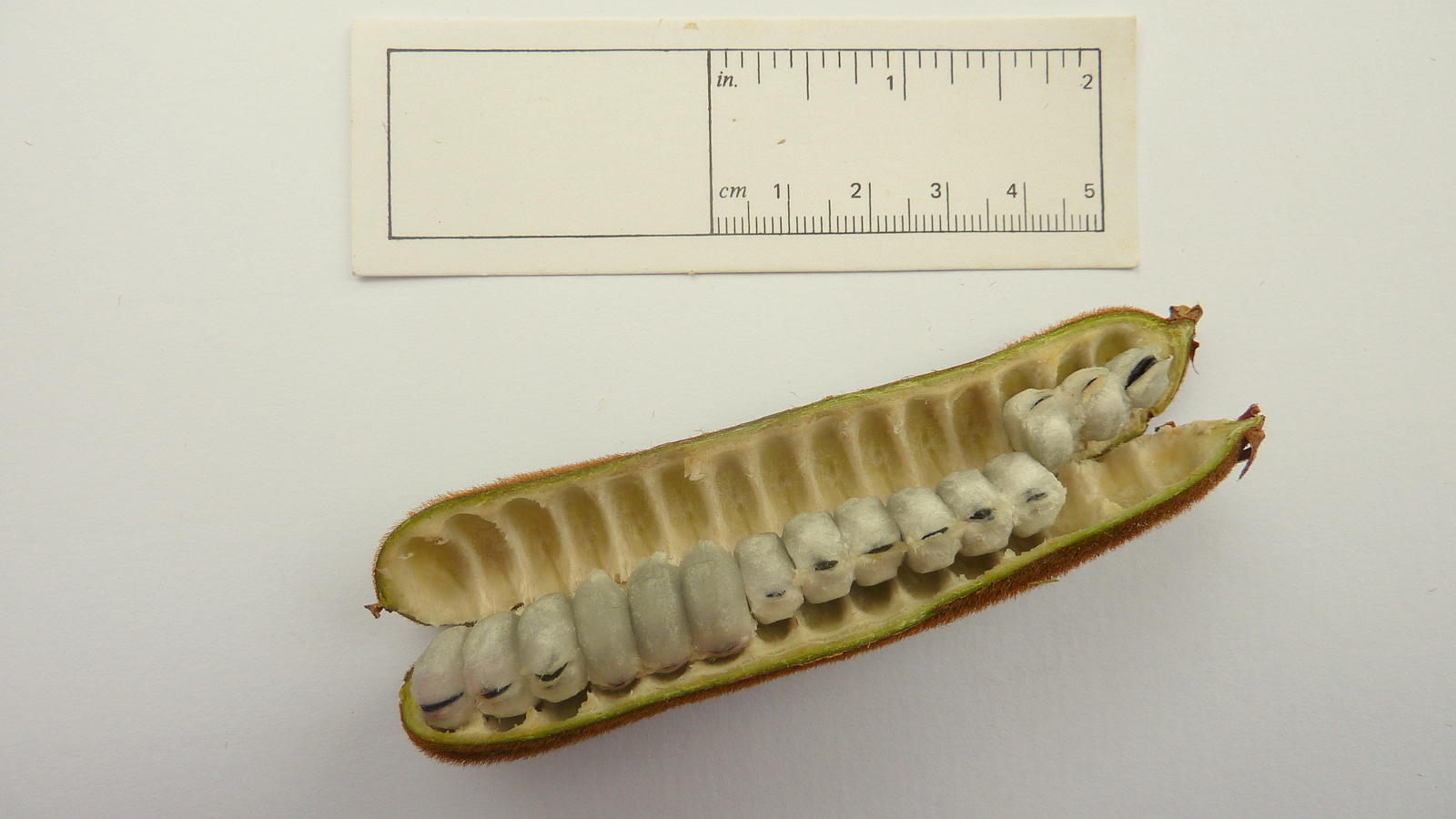
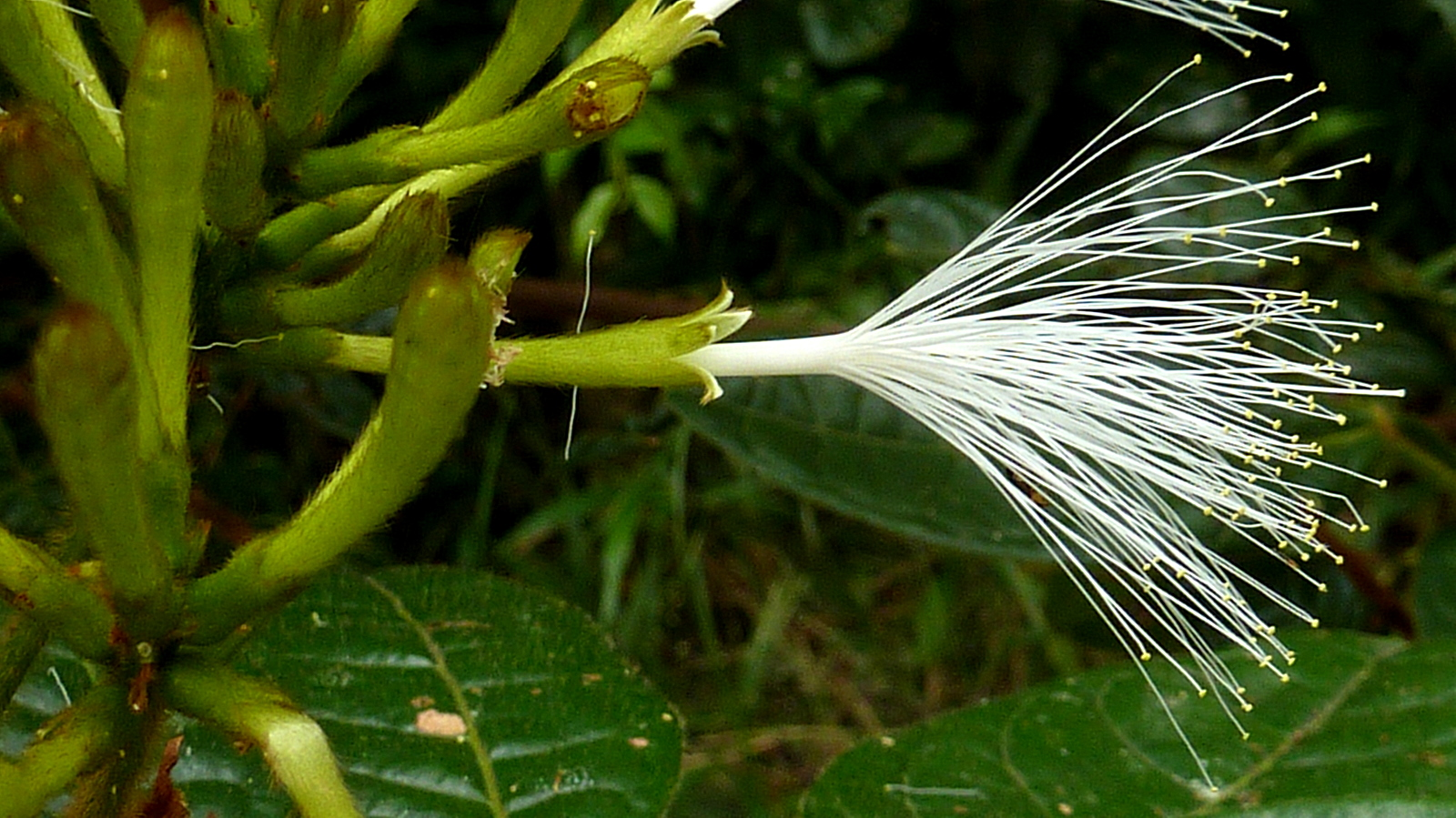